# فؤاد العاشوري
فؤاد موسى فاضل العاشوري السكراني (15 مارس 1975) شاعر عربي إيراني. ولد في الفلاحية بعربستان وبدأ ينظم الشعر يافعًا. من مجموعاته الشعرية بشائر الصباح 2004 ورحيل شاعرة 2009 وتباريح الشوق 2010.

## سيرته
ولد فؤاد موسى فاضل العاشوري السكراني الثابتي في مدينة الفلاحية في 15 مارس 1975/ 3 ربيع الأول 1395 في أسرة عريقة الانتماء للشِّعر والأدب العربي. تعلم فنون الشعر وأوزانه في مدرسة جده فاضل السكراني وعند خاله عادل وحفظ منه ومن جده الكثير من الشعر الشعبي والأبيات الرائجة مثل الأبوذية والدارمي والموال والميمر والمهداوي. بدأ ينظم الشعر يافعًا بالعربية الفصحى. أصدر مجموعته الشعرية الأولى في 2004 بعنوان بشائر الصباح وفي 2009 مجموعته الثانية رحيل شاعرة.

## شعره
يعتبر من شعراء العرب الإيرانيين البارزين صب جل اهتمامه على الغزل وقد نظم أشعارًا في مضامين متنوعة في المناسبات والمدح والغزل والفراق.

## مؤلفاته
من دواوين الشعرية:
- بشائر الصباح، 2004
- رحيل شاعرة، 2009
- تباريح الشوق، 2010